# Rue de la Grande-Chaussée
La rue Grande-Chaussée ou rue de la Grande-Chaussée, est une rue de Lille, dans le Nord, en France. 

## Situation et accès
Il s'agit de l'une des rues les plus anciennes de la ville, dans le quartier du Vieux-Lille qui prolonge la rue de la Bourse à partir de son croisement avec la rue Lepelletier pour rejoindre la rue Basse.

## Historique

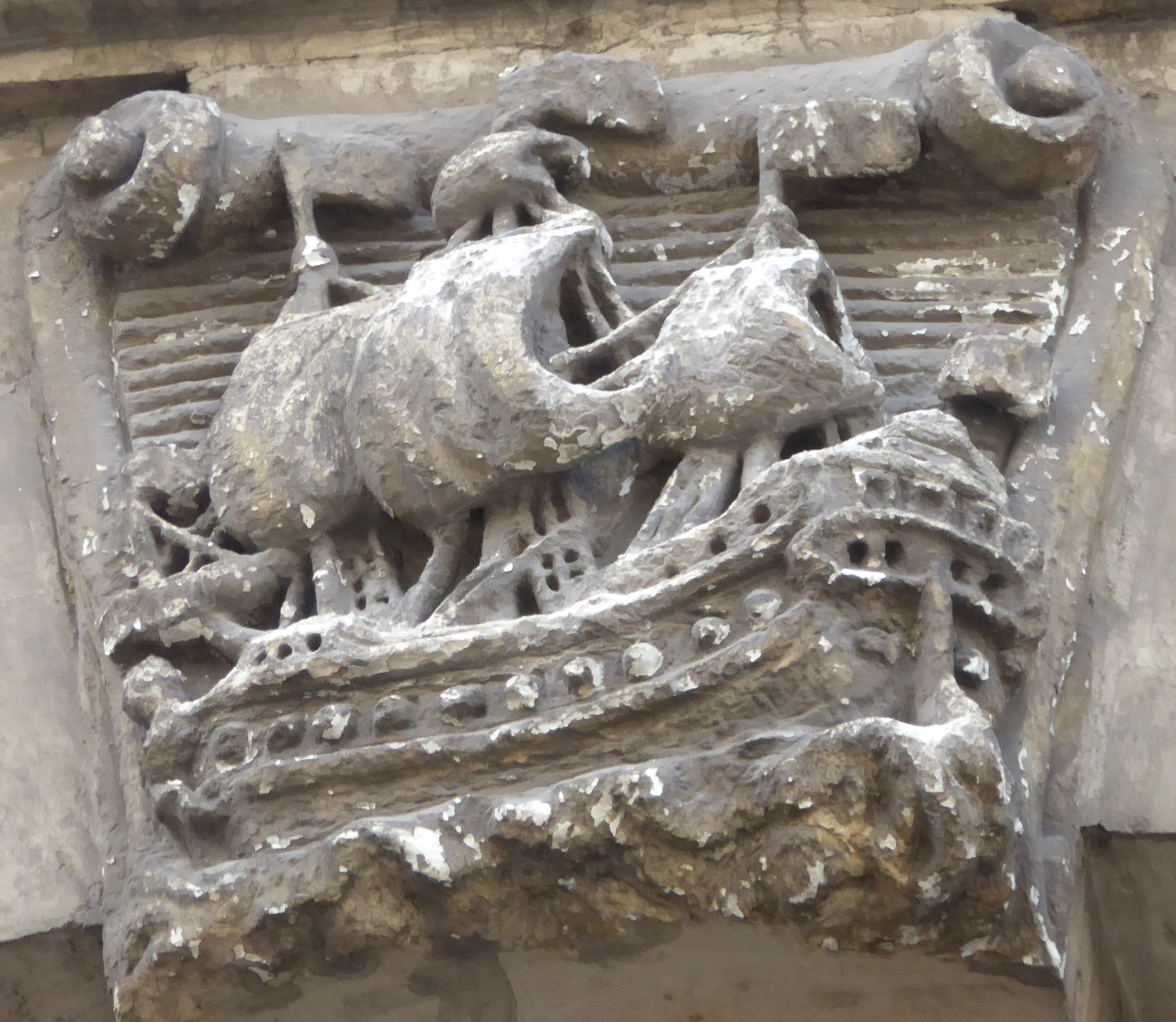
Enseigne de la Nef d'Argent.

Attestée par la charte de 1066 sous le nom de Grande-Cauchie, la rue Grande-Chaussée est l'une des rues les plus anciennes de Lille, qui reliait la place du Marché (actuelle Grand'Place) au castrum. À la même époque, la rue fait partie des rues où habitent les bourgeois de la ville. Elle ferait partie du forum de l'acte de fondation de la collégiale Saint-Pierre, qu'elle délimite.
D’après une étude des caves médiévales du Vieux-Lille et des fouilles de 1909, une enceinte bordée d’un fossé passant à l’extrémité sud de la rue Grande-Chaussée l'aurait englobée dans le noyau originel de la ville.
Le navire sculpté au premier étage du 23 de la rue Grande-Chaussée et celui sur la balustrade de la fenêtre rappelle les écuries de l’auberge de la Nef d’Argent.
Ce lieu était le point de départ de l’incendie qui détruisit en 1545 200 maisons en bois comprenant une grande partie de celles de la rue Grande-Chaussée .
Le chaume était interdit pour la couverture des toits depuis 1527.
À la suite de ce désastre, le Magistrat de Lille interdit en 1567 la construction de maisons en bois,.
Cette réglementation fut longue à s’appliquer. Ainsi, il restait en 1699 encore 58 maisons en bois contre 25 en pierre.  La majorité des maisons actuelles sont donc postérieures.

## Bâtiments remarquables et lieux de mémoire

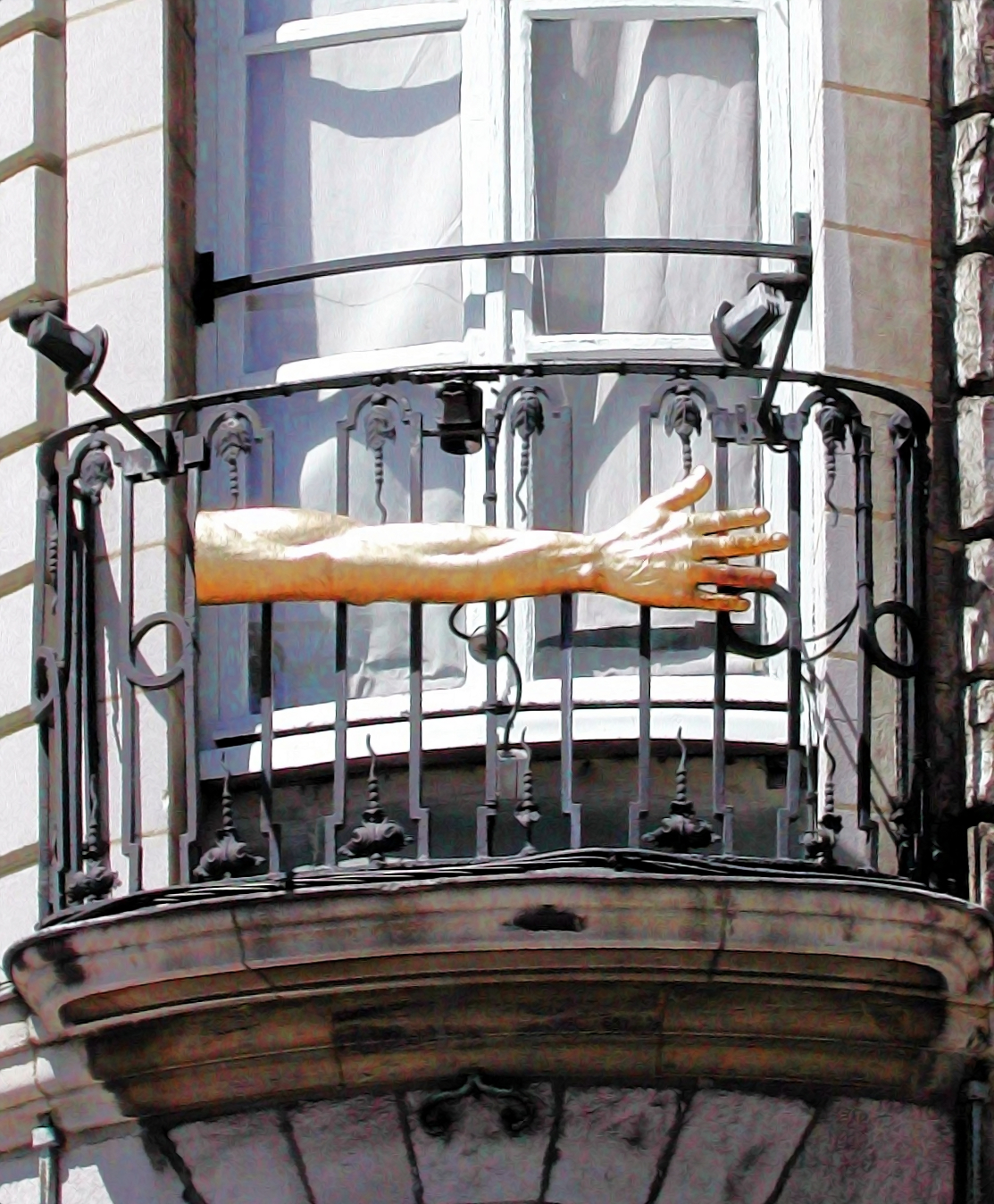
Enseigne en fer forgé du Bras d'Or au n°1.

La rue comprend plusieurs bâtiments protégés au titre des monuments historiques.
- Les maisons aux 4 et 6 rue Grande-Chaussée[7]
- La maison au 14 rue Grande-Chaussée[8]
- L'immeuble au 1 rue Grande-Chaussée[9]
- L'immeuble aux 9 et 11 rue Grande-Chaussée[10]